# Světový pohár v biatlonu 2017/2018 – Hochfilzen

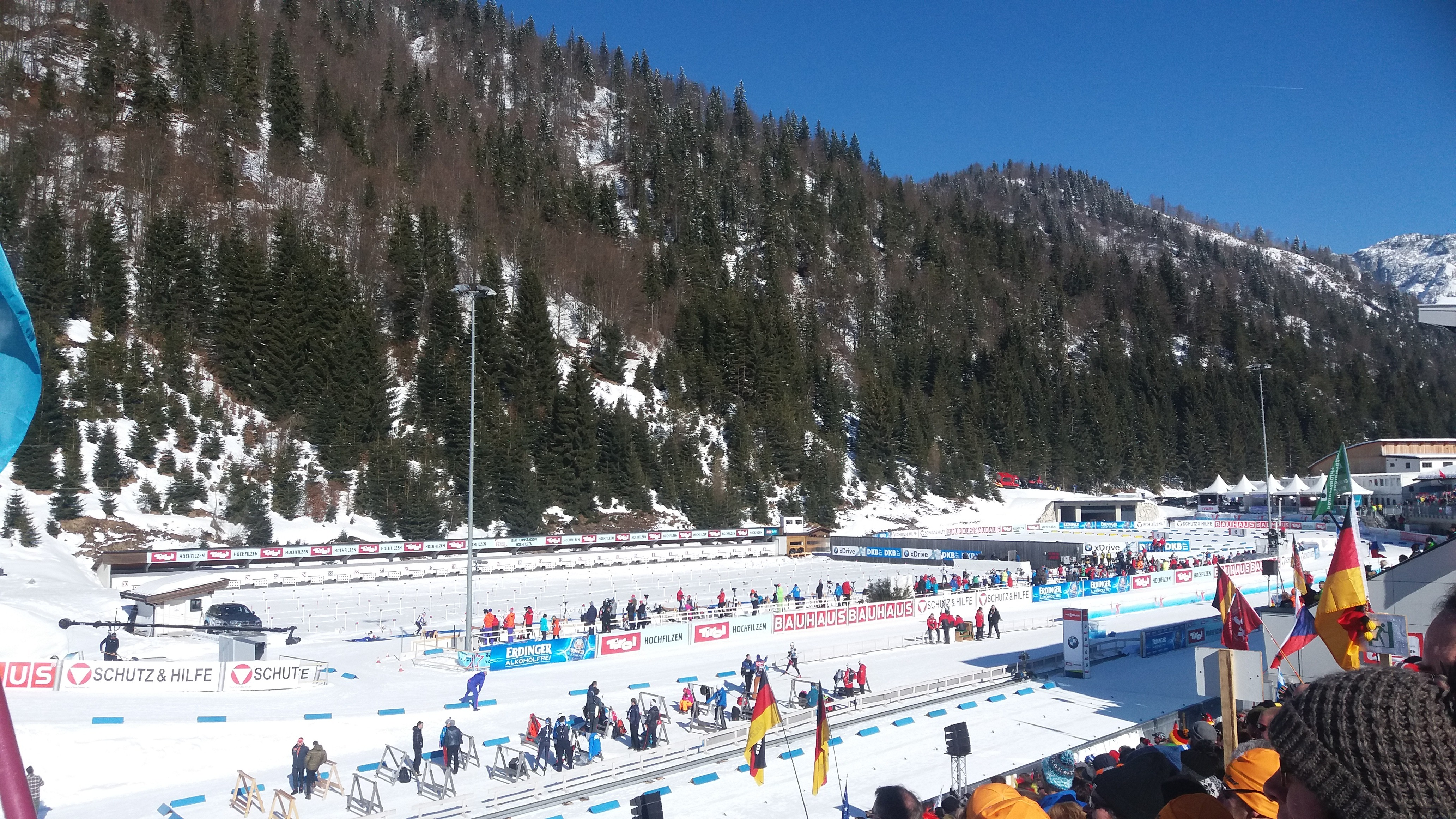
Biathlon Stadium Hochfilzen během mistrovství světa v roce 2017

2. podnik Světového poháru v biatlonu v sezóně 2017/18 probíhal od 8. do 10. prosince 2017 na biatlonovém stadionu Biathlon Stadium Hochfilzen v rakouském Hochfilzenu. Na programu podniku byly závody ve sprintech, stíhací závody a štafety mužů a žen.

## Program závodů
Oficiální program:
| Datum        | Disciplína           | Začátek (SEČ) | Počet závodníků |
| ------------ | -------------------- | ------------- | --------------- |
| 8. prosince  | Sprint (muži)        | 11:30         | 108             |
| 8. prosince  | Sprint (ženy)        | 14:15         | 102             |
| 9. prosince  | Stíhací závod (muži) | 12:15         | 57              |
| 9. prosince  | Stíhací závod (ženy) | 14:45         | 57              |
| 10. prosince | Štafeta muži         | 11:30         | 26 týmů         |
| 10. prosince | Štafeta ženy         | 14:10         | 20 týmů         |

## Průběh závodů

### Sprinty
Závod mužů vyhrál Nor Johannes Thingnes Bø, který pomalejší střelbu vyrovnal velmi rychlým během. Martin Fourcade jej sice v posledním kolem dojížděl, ale náskok Nora z prvních částí závodu byl dostatečný. Z Čechů byl nejlepší Michal Krčmář, který střílel čistě, ale vstoje udělal dvě chyby při nabíjení a hodně ztratil. Dojel na 26. pozici. Na body dosáhl na 34. místě ještě Ondřej Moravec s dvěma nezasaženými terči. Do stíhacího závodu se probojovali ještě Michal Šlesingr a Adam Václavík.
Sprint žen byl hlavně v první polovině ovlivněn sněžením a měnícím se větrem – komentátoři České televize jej v jednu chvíli označili za „rozhodně ne spravedlivý“. Mezi prvními čtrnácti závodnicemi v cíli byly jen dvě z první poloviny startovního pole. Překvapením byl návrat Slovenky Anastasie Kuzminové, která se i s jedním nezasaženým terčem dostala po třech letech opět na stupně vítězů. Předstihla ji jen Běloruska Darja Domračevová, která střílela sice pomaleji, ale čistě. Z českých závodnic, kterých poprvé ve světovém poháru nastoupilo šest, byla nejlepší Veronika Vítková. Do cíle dojela průběžně třetí, ale nakonec skončila na 19. místě. Překvapila i Markéta Davidová, která se do světového poháru vrátila téměř po roce a obsadila 41. pozici. Na vítr doplatila zejména Eva Puskarčíková, která skončila na 62. místě a nepostoupila tak do stíhacího závodu.

### Stíhací závody
Od začátku závodu mužů jeli v čele Nor Johannes Thingnes Bø a Francouz Martin Fourcade, kteří se střídali ve vedení. Při poslední střelbě vstoje však Fourcade udělal tři chyby a Bø si tak jel pro jisté vítězství. Před Francouze se dostal ještě  Slovinec Jakov Fak. Čeští reprezentanti si většinou v první polovině závodu zlepšovali svoje postavení, v druhé naopak vinou slabší střelby zhoršovali. Nejlépe dojel Michal Krčmář, který po třech chybách na střelnici skončil na 25. místě. Na body pak dosáhl už jen Michal Šlesingr na 40. pozici.
V závodě žen pokračovala kvalitními výkony Anastasia Kuzminová, která se po polovině závodu dostala do čela. Po položkách vstoje svůj náskok udržovala především díky čisté střelbě, i když jí vždy po třetí střele došel dech a další dvě rány dlouho odkládala. Před Darju Domračevovou se v posledním kole dostala celkově nejrychlejším během Kaisa Mäkäräinenová. Z českých závodnic dojela nejlépe Veronika Vítková na 11. místě, když tři chyby na střelnici eliminovala rychlým během, hlavně v druhé polovině závodu.

### Štafety
Mužský štafetový závod byl ovlivněn počasím ještě více než sprint žen: dokládá to mj. i fakt, že jen první dvě štafety nemusely na trestné kolo. Zvítězili s téměř dvouminutovým náskokem Norové, i když nenasadili své nejkvalitnější závodníky. Od druhého úseku se drželi v čele a nezasáhli celkově jen devět terčů. Z Čechů musel na prvním úseku Michal Šlesingr po každé střelecké položce na trestné kolo a předával na 18. pozici. Ondřej Moravec sice dobou střelbou zlepšil postavení české štafety na 11. místo, na kterém ji přes jedno trestné kolo udržel i Adam Václavík. Michal Krčmář však nezasáhl celkem 8 terčů a s dvěma trestnými koly dovezl českou štafetu do cíle na 18. pozici.
Závod žen se jel za mnohem příznivějšího počasí. Eva Puskarčíková udělala na střelnici sice tři chyby, ale díky rychlému běhu, zejména v posledním kole, předávala na pátém místě. Jessica Jislová hůře střílela, musela na trestné kolo a klesla na 11. pozici. Tu o čtyři místa vylepšila Markéta Davidová, která solidně běžela a vleže čistě střílela. O jedno místo ji pak zlepšila ještě celkově dobrým výkonem Veronika Vítková a česká štafeta tak dokončila na 6. místě. Zvítězily Němky, které se skoro celý závod udržovaly v čele, druhé dojely Ukrajinky především zásluhou nejlepší střelby.

## Pořadí zemí
| Pořadí | Země      | 1. místo | 2. místo | 3. místo | Celkově |
| ------ | --------- | -------- | -------- | -------- | ------- |
| 1.     | Norsko    | 3        | 0        | 0        | 3       |
| 2.     | Německo   | 1        | 1        | 0        | 2       |
| 2.     | Slovensko | 1        | 1        | 0        | 2       |
| 4.     | Bělorusko | 1        | 0        | 1        | 2       |
| 5.     | Francie   | 0        | 1        | 3        | 4       |
| 6.     | Slovinsko | 0        | 1        | 1        | 2       |
| 7.     | Finsko    | 0        | 1        | 0        | 1       |
| 7.     | Ukrajina  | 0        | 1        | 0        | 1       |
| 8.     | Itálie    | 0        | 0        | 1        | 1       |
|        | Celkem    | 6        | 6        | 6        | 18      |

## Umístění na stupních vítězů

### Muži
| Disciplína              | První místo                                                                            | Výkon     | Druhé místo                                                  | Výkon     | Třetí místo                                                                             | Výkon     |
| Sprint (10 km)          | Johannes Thingnes Bø                                                                   | 24:18,4   | Martin Fourcade                                              | 24:30,5   | Jakov Fak                                                                               | 24:53,8   |
| Stíhací závod (12,5 km) | Johannes Thingnes Bø                                                                   | 36:41,1   | Jakov Fak                                                    | 37:39,9   | Martin Fourcade                                                                         | 36:51,1   |
| Štafeta (4×7,5 km)      | Norsko Ole Einar Bjørndalen Henrik L'Abée-Lund Erlend Bjøntegaard Lars Helge Birkeland | 1:21:21,8 | Německo Erik Lesser Benedikt Doll Arnd Peiffer Simon Schempp | 1:23:16,7 | Francie Jean-Guillaume Béatrix Simon Desthieux Émilien Jacquelin Quentin Fillon Maillet | 1:23:55,8 |

### Ženy
| Disciplína              | První místo                                                                               | Výkon     | Druhé místo                                                                    | Výkon     | Třetí místo                                                                            | Výkon     |
| Sprint (7,5 km)         | Darja Domračevová                                                                         | 22:40,2   | Anastasia Kuzminová                                                            | 23:02,3   | Dorothea Wiererová                                                                     | 23:10,8   |
| Stíhací závod (10 km)   | Anastasia Kuzminová                                                                       | 34:31.2   | Kaisa Mäkäräinenová                                                            | 34:41,4   | Darja Domračevová                                                                      | 34:43,0   |
| Štafeta (ženy) (4×6 km) | Německo Vanessa Hinzová Franziska Hildebrandová Maren Hammerschmidtová Laura Dahlmeierová | 1:14:36,4 | Ukrajina Vita Semerenková Julija Džymová Valentyna Semerenková Olena Pidhrušná | 1:15:21,3 | Francie Marie Dorinová Habertová Celia Aymonierová Justine Braisazová Anaïs Bescondová | 1:15:40,9 |